# Hermanos Marx
Los hermanos Marx (Marx Brothers) fueron una familia de cómicos estadounidenses, formada por cinco hermanos originarios de Nueva York. Alcanzaron el éxito en el vodevil, luego en Broadway y posteriormente en el cine, a lo largo de una carrera que se extendió durante prácticamente toda la primera mitad del siglo XX, de 1905 a 1949. Cinco de sus trece películas fueron seleccionadas por el American Film Institute (AFI) entre las las 100 mejores comedias del cine, con dos de ellas (Sopa de ganso y Una noche en la ópera) entre las doce primeras. Están ampliamente reconocidos por críticos, académicos y admiradores como unos de los cómicos más influyentes del siglo XX. También fueron incluidos en la lista de las 100 mejores estrellas entre las 25 mejores estrellas masculinas del Hollywood clásico, en el puesto número 20, siendo los únicos intérpretes incluidos conjuntamente. Los hermanos se hicieron conocidos por sus nombres artísticos: Chico, Harpo, Groucho, Gummo y Zeppo. Hubo un sexto hermano, el primero en nacer, llamado Manfred (Mannie), que murió a los siete meses de edad. A Zeppo se le puso «Manfred» como segundo nombre en su memoria.
El núcleo del conjunto lo formaban los tres hermanos mayores, Chico, Harpo y Groucho, cada uno de los cuales desarrolló una personalidad característica en escena. Su carrera artística comenzó con Groucho, que debutó en el escenario en 1905, con 14 años. Más tarde se le unieron sucesivamente Gummo y Harpo. Chico comenzó con un número en solitario en 1911 y se unió a sus hermanos al año siguiente, mientras que Zeppo reemplazó a Gummo cuando este se alistó en el ejército durante la Primera Guerra Mundial. Los hermanos actuaron en el vodevil hasta 1923; ese año dieron el salto a Broadway, donde tuvieron un gran éxito actuando en varias revistas y comedias musicales: I'll Say She Is, The Cocoanuts y Animal Crackers. 
En 1928, los hermanos llegaron a un acuerdo con Paramount Pictures para producir una versión cinematográfica de The Cocoanuts, que filmaron en los estudios que Paramount tenía en el barrio de Astoria mientras representaban Animal Crackers en Broadway. Los cuatro cocos (como se tituló en español) fue estrenada en 1929, seguida poco después por una versión cinematográfica de Animal Crackers, titulada en español El conflicto de los Marx (1930). Los hermanos decidieron entonces dedicarse al cine y se trasladaron a Los Ángeles, donde protagonizaron tres películas más para Paramount: Pistoleros de agua dulce (1931), Plumas de caballo (1932) y Sopa de ganso (1933). Cuando expiró su contrato con Paramount, Zeppo se retiró de la actuación, mientras que Groucho, Chico y Harpo fueron contratados por Irving Thalberg en Metro-Goldwyn-Mayer (MGM). Allí protagonizaron Una noche en la ópera (1935), considerada el mayor éxito de su carrera.
Durante la producción de su siguiente película, Un día en las carreras (1937), Thalberg falleció. Aunque continuaron haciendo películas, los Marx sintieron que la calidad de su trabajo y su interés en él declinaban. Tras un breve paso por RKO Pictures, donde protagonizaron El hotel de los líos (1938), regresaron a MGM, donde hicieron otras tres películas, Una tarde en el circo (1939), Los hermanos Marx en el Oeste (1940) y Tienda de locos (1941), antes de anunciar su retirada del cine. Sin embargo, salieron brevemente de su retiro dos veces. En 1946 protagonizaron Una noche en Casablanca con el objetivo de ayudar a Chico, que estaba necesitado de dinero, y en 1949 volvieron a actuar juntos en Amor en conserva. Esta película fue planeada inicialmente para ser protagonizada por Harpo en solitario, pero los productores pensaron que tendría más éxito con los tres hermanos.
Tras la separación del grupo a partir de la década de 1950, Groucho comenzó una exitosa segunda carrera en la radio y la televisión, mientras que Harpo y Chico aparecieron con menos frecuencia. 
Los dos hermanos más jóvenes, Gummo y Zeppo, no desarrollaron sus personajes de la misma manera y finalmente abandonaron la actuación para ejercer otros oficios en los que también tuvieron éxito. Durante un tiempo dirigieron una agencia teatral a través de la que representaron a sus hermanos y a otros artistas. Gummo no participó en ninguna de las películas, y Zeppo solo apareció en las seis primeras interpretando papeles «serios» no cómicos. Los hermanos debieron gran parte de su carrera a su madre, Minnie Marx (hermana del cómico Al Shean), que fue su representante hasta su muerte en 1929.

## Orígenes y primeros años

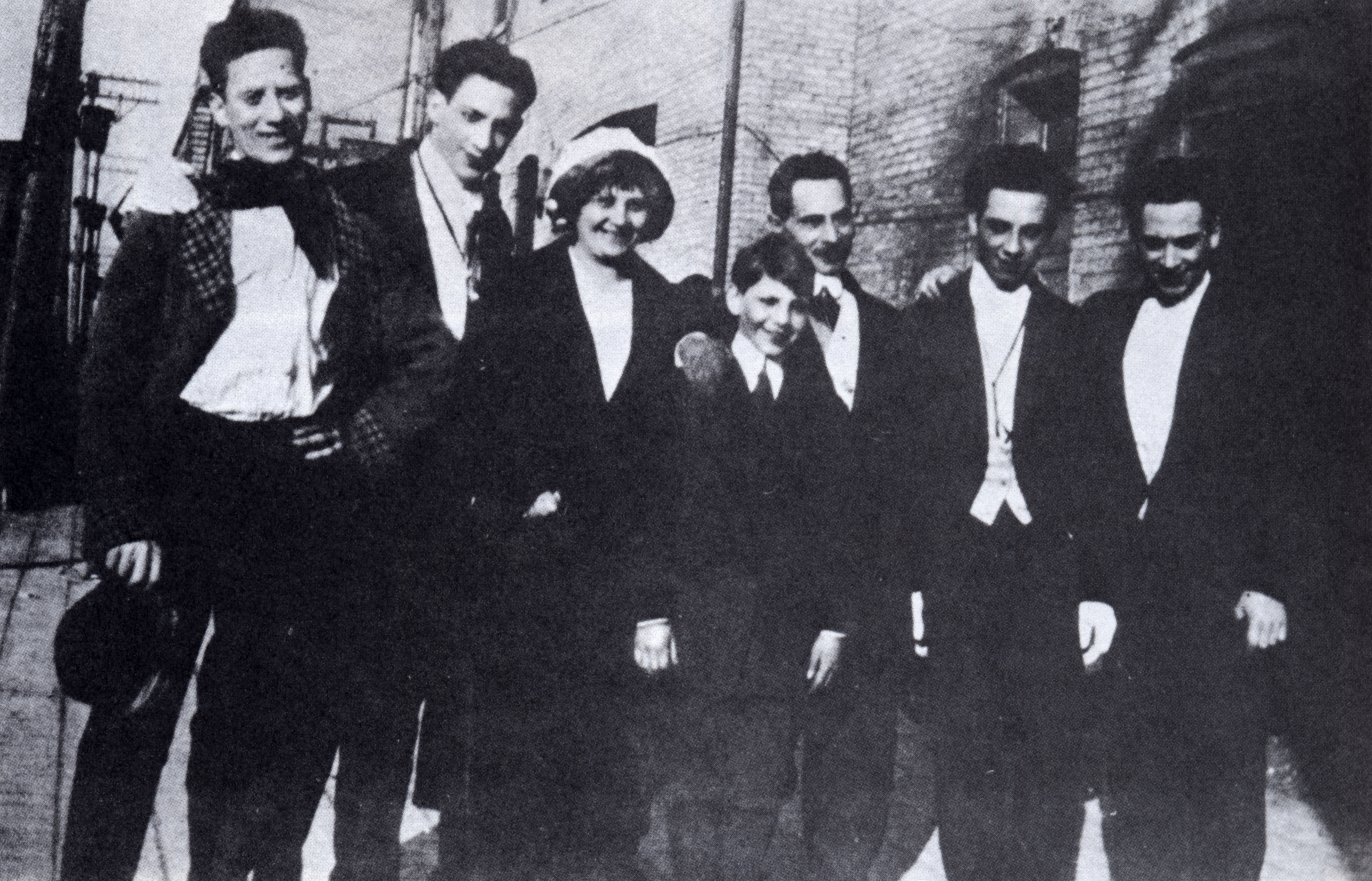
La única fotografía conocida de la familia Marx al completo, en Nueva York hacia 1915. De izquierda a derecha: Groucho, Gummo, Minnie (madre), Zeppo, Sam (padre), Chico y Harpo.

Los hermanos Marx nacieron en Nueva York y eran hijos de inmigrantes judíos de Alemania y Francia. La madre, Minnie Marx, cuyo apellido de soltera era Schönberg, era originaria de Dornum (Frisia oriental) y procedía de una familia de artistas. Su madre era cantante tirolesa y tocaba el arpa, su padre era ventrílocuo y ambos actuaban en ferias. Alrededor de 1880, la familia emigró a Nueva York. El padre, Sam Marx (bautizado como Simon), era nativo de Mertzwiller, un pequeño pueblo de Alsacia, y trabajaba como sastre. Más tarde se cambió su nombre a Samuel Marx, y fue apodado «Frenchy». Minnie y Sam se casaron el 18 de enero de 1885.  La familia vivía en la zona pobre de Yorkville, en el Upper East Side, donde se encontraban los barrios irlandeses, alemanes e italianos. Los hermanos son conocidos por sus nombres artísticos:
| Nombre artístico | Nombre real                       | Nacimiento              | Fallecimiento            | Edad | Causa                  |
| ---------------- | --------------------------------- | ----------------------- | ------------------------ | ---- | ---------------------- |
| Chico            | Leonard                           | 22 de marzo de 1887     | 11 de octubre de 1961    | 74   | Arteriosclerosis       |
| Harpo            | Adolph (Arthur, a partir de 1911) | 23 de noviembre de 1888 | 28 de septiembre de 1964 | 75   | Insuficiencia cardíaca |
| Groucho          | Julius Henry                      | 2 de octubre de 1890    | 19 de agosto de 1977     | 86   | Neumonía               |
| Gummo            | Milton                            | 23 de octubre de 1892   | 21 de abril de 1977      | 84   | Hemorragia cerebral    |
| Zeppo            | Herbert Manfred                   | 25 de febrero de 1901   | 30 de noviembre de 1979  | 78   | Cáncer de pulmón       |

Los hermanos Marx también tenían una hermana mayor, en realidad una prima adoptada llamada Pauline o «Polly». El primer hijo de Minnie y Sam, Manfred, murió a los siete meses de edad, el 17 de julio de 1886, de enterocolitis y astenia. Fue enterrado en el cementerio de Washington, en Brooklyn, junto a su abuela, Fanny Sophie Schönberg (cuyo apellido de soltera era Salomons), que murió el 10 de abril de 1901.

## Carrera teatral

### Comienzos en el vodevil (1905-1914)

#### Primeros pasos

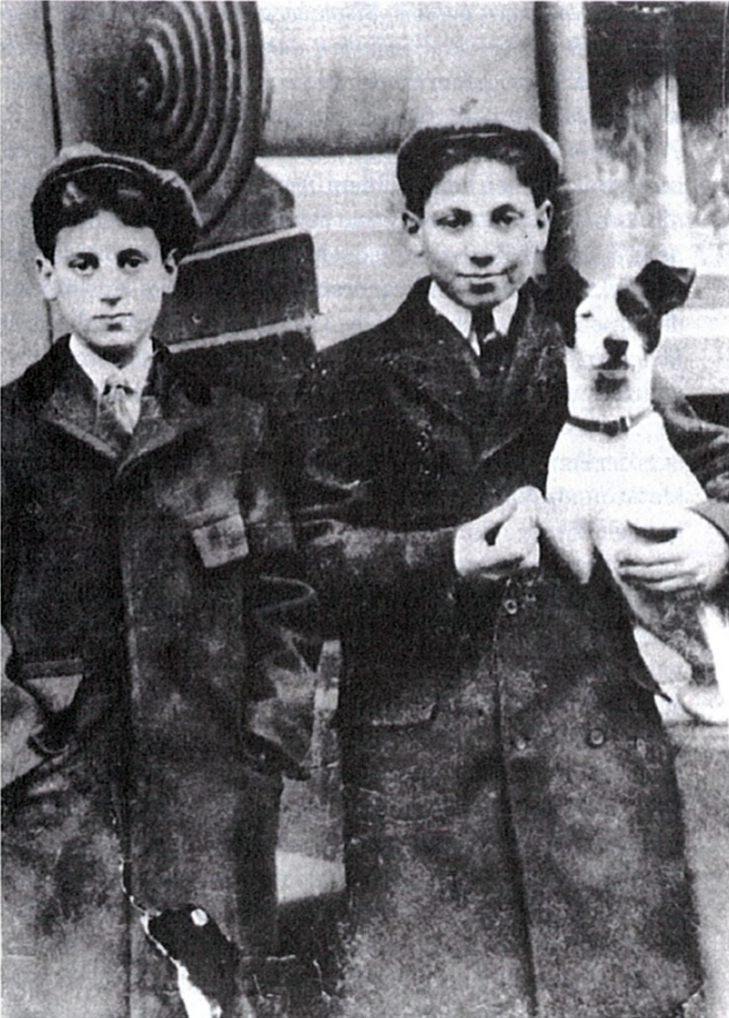
Julius Henry Marx (Groucho), a la izquierda, y Adolph Marx (Harpo) a la derecha sujetando un perro, hacia 1906.

En los primeros años del siglo XX, Minnie ayudó a su hermano menor, Abraham Eliessesr Adolf Schönberg (más conocido por su nombre artístico, Al Shean), a introducirse en el mundo del espectáculo, donde alcanzó el éxito en el vodevil y después en Broadway, como componente del dúo cómico musical Gallagher and Shean. Esto proporcionó a los hermanos su entrada en la comedia musical, el vodevil y Broadway por iniciativa de Minnie, que también fue la representante de los hermanos, usando el nombre de «Minnie Palmer» para ocultar que también era su madre. Todos los hermanos reconocieron que su madre fue la cabeza de la familia y la responsable del lanzamiento de su carrera, además de la única capaz de mantener al grupo organizado. También era una dura negociadora con los administradores de los teatros.
Groucho debutó como cantante en 1905. En 1907, Minnie contactó con el director de vodevil Ned Wayburn para que Groucho participara en un número con Gummo. Junto con una joven cantante, Mabel O'Donnell, salieron de gira con el nombre de The Three Nightingales («Los tres ruiseñores»). En noviembre de ese año, Wayburn abandonó el espectáculo y el número continuó bajo la dirección de Minnie, que reemplazó a O'Donnell con un cantante llamado Lou Levy.

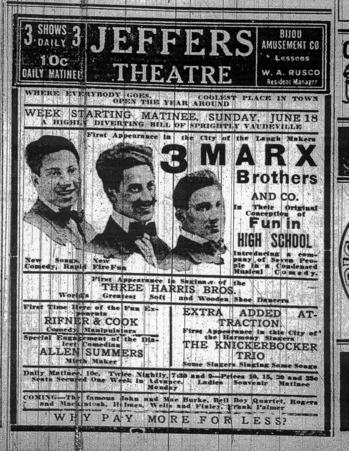
Anuncio en un periódico de una actuación de los hermanos Marx en Saginaw (Míchigan) en 1911. De izquierda a a derecha: Harpo, Groucho y Gummo.

Al año siguiente, tras descubrir a última hora que había presentado accidentalmente el espectáculo como cuarteto en un local de Coney Island, Minnie fue al cine donde trabajaba Harpo y le ordenó que dejara su puesto y se uniera al grupo inmediatamente. A pesar de no saber las canciones que debían cantar, Harpo aceptó, recordando más tarde un comienzo desfavorable: «Con el primer vistazo a mi primer público, volví a ser un niño. Mi reacción
fue instantánea e incontrolable. Me oriné en los pantalones. Probablemente fue el debut más desastroso en el mundo del espectáculo». Harpo se convirtió así en el cuarto «Ruiseñor». Hacia 1911, cambió oficialmente su nombre, Adolph, que nunca le había gustado, a Arthur. Ese mismo año, la compañía, rebautizada como The Six Mascots («Las Seis Mascotas»), se amplió para incluir a su madre Minnie y a su tía Hannah.
Una noche de 1909, una función en Nacogdoches (Texas) fue interrumpida por fuertes gritos y ruidos en el exterior a causa de una mula desbocada. El público salió corriendo a ver qué sucedía y, cuando regresó, Groucho, molesto por la interrupción, comenzó a hacer comentarios sarcásticos al público como «Nacogdoches está lleno de cucarachas» y otras lindezas contra ese pueblo y el estado de Texas. Lejos de enfadarse, el público estalló en carcajadas, por lo que la familia observó que tenían potencial como grupo cómico.

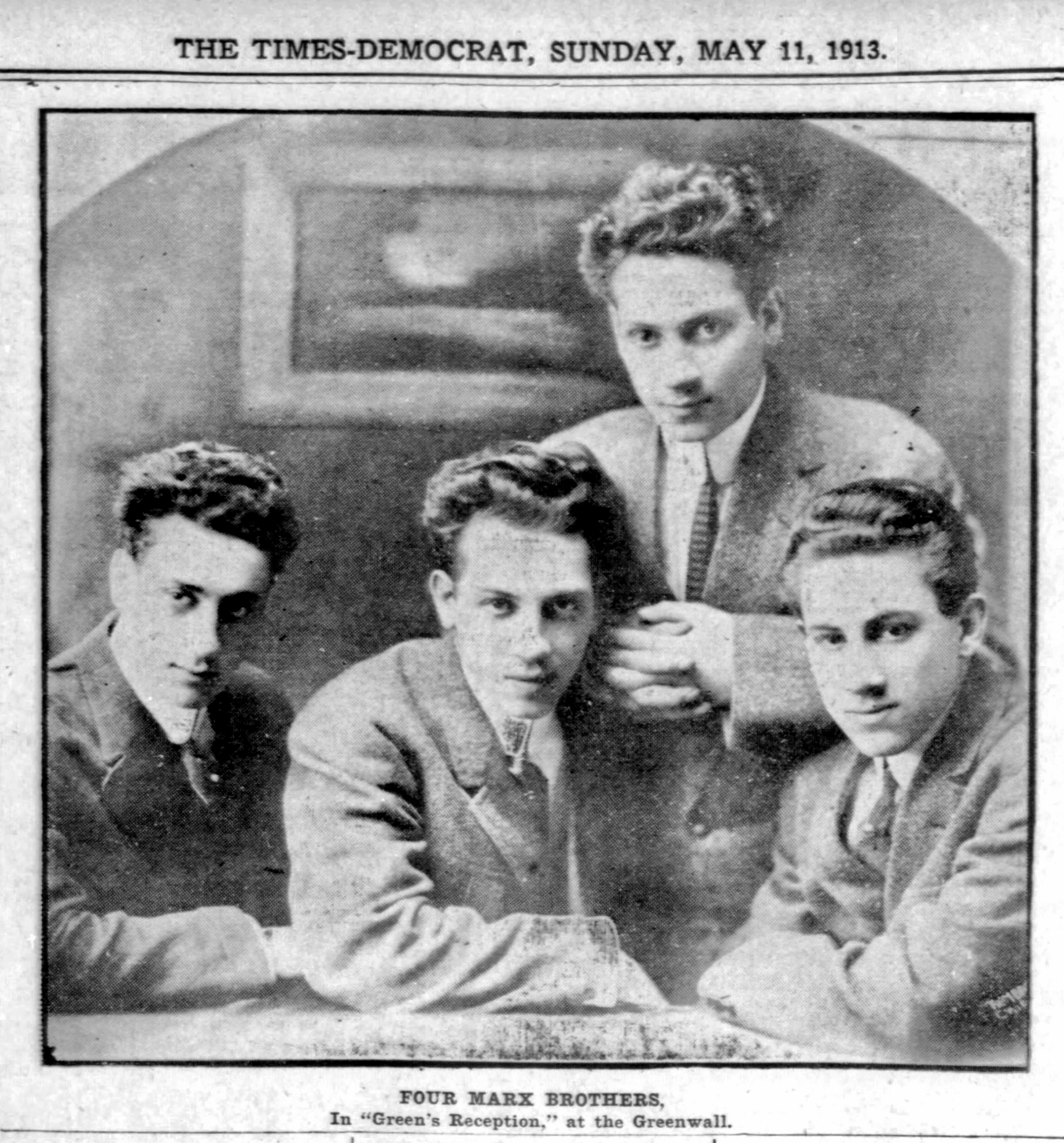
Anuncio del espectáculo Mr. Green's Reception, protagonizado por los hermanos Marx en 1913. De izquierda a derecha: Groucho, Chico, Harpo y Gummo.

Con el tiempo, el espectáculo evolucionó de un musical con comedia a una comedia musical. El sketch protagonizado por los hermanos, Fun in High School (a veces llamado Fun in Hi Skule), presentaba a Groucho como un profesor con acento alemán impartiendo una clase que tenía como alumnos a Harpo, Gummo y, tras su incorporación al grupo en 1912, Chico. Los hermanos realizaron una exitosa gira con Fun in High School durante varios años, alternando a veces con una comedia titulada Mr. Green's Reception, una producción similar en la que el maestro y sus alumnos eran representados como personajes de mayor edad.
A principios de 1911, Chico trabajaba en la editorial musical Shapiro, Bernstein & Co. cuando murió el fundador de la compañía, Maurice Shapiro. Chico renunció inmediatamente y convenció a un joven tenor, Aaron Gordon, para que hiciera una gira con él en el vodevil. En aquel momento había un exitoso número de vodevil llamado The Two Funny Germans, protagonizado por Bill Gordon y Nick Marx. Con el apoyo de Minnie, Aaron Gordon y Chico adoptaron acentos italianos (el de Chico supuestamente estaba basado en el de su barbero) y realizaron giras el nombre de «Marx y Gordon». Gordon abandonó el número ese mismo año y, después de no lograr tener éxito con otros dos compañeros, Chico se unió finalmente al grupo cómico de sus hermanos en septiembre de 1912.

#### Origen de los nombres artísticos
Durante su etapa en el vodevil, los hermanos Marx recibieron sus nombres artísticos, con los que se harían famosos. La leyenda subyacente explica que los nombres se los dio un monologuista llamado Art Fisher en el trasncurso de una partida de póker, basándose en las personalidades de los hermanos y en una tira cómica de la época llamado Sherlocko the Monk, en la que aparecía un personaje llamado Groucho. Mientras Fisher repartía una carta a cada hermano, se dirigió a cada uno de ellos por primera vez con los nombres por los que serían conocidos durante el resto de sus vidas.
El origen de los nombres de Chico y Harpo es el más claro, y el de Gummo también está bien explicado. Los de Groucho y Zeppo están menos claros. Arthur se llamó Harpo porque tocaba el arpa, y Leonard se llamó Chico (pronunciado «Chick-o») porque iba detrás de las chicas (chick en inglés coloquial significa «chica»). En su autobiografía ¡Harpo habla! (1961), Harpo explicó que Milton se llamó Gummo en alusión a la goma, ya que había interpretado en el teatro a varios detectives, con su típico calzado de goma. Pero, según otras fuentes, Gummo era el hipocondríaco de la familia, y en su infancia estaba enfermo a menudo, por lo que llevaba siempre unas botas de goma para estar protegido de la humedad. Otra versión es que Milton era un gran bailarín, y los zapatos de baile solían tener suelas de goma. Groucho también afirmó que el origen del nombre de Gummo se debía al calzado. En todo caso, y sea cual sea la historia verdadera, se trata siempre de una alusión a la goma del calzado.
La razón por la que Julius se llamó Groucho suele ser la más discutida. Hay tres explicaciones posibles:
- El carácter de Julius. Maxine Marx, hija de Chico y por tanto sobrina de Groucho, dice en el documental Los irreverentes hermanos Marx que Julius se llamó Groucho por su temperamento malhumorado (grouchy significa «gruñón» en inglés).[38]
- La grouch bag. Esta explicación aparece en la biografía de Harpo, fue también mencionada por Chico en un programa de televisión y defendida por George Fenneman, compañero de Groucho en el concurso de televisión You Bet Your Life. Una grouch bag es un pequeño bolso que se cuelga del cuello y generalmente se usa para guardar dinero a fin de que esté seguro durante los viajes y no lo puedan robar. Muchos amigos de Groucho afirmaban que era extremadamente tacaño, especialmente después de perder su dinero en el crac bursátil de 1929, por lo que la comparación con la grouch bag era muy apropiada.[35][nota 4]
- La explicación de Groucho. Groucho insistió en que su nombre provenía de la tira cómica Sherlocko the Monk, donde aparecían personajes con nombres que siempre terminaban en o; de hecho, había un personaje de esta historieta que se llamaba Groucho. Pero como él era el único Marx que defendía esta teoría y su opinión no era imparcial, pocos biógrafos la tienen en cuenta.

El nombre de Herbert no fue creado por Art Fisher, ya que Herbert no se unió al grupo hasta que Gummo lo abandonó. Como en el caso de Groucho, hay tres explicaciones acerca de por qué Herbert se llamó Zeppo:
- Explicación de Harpo. Según cuenta Harpo en ¡Harpo habla!, los hermanos mayores decidieron que Herbert se llamara «Zippo», al igual que un chimpancé que era parte del espectáculo de otro artista de vodevil. Cuando Herbert se unió al grupo, se negó a llevar este nombre al considerarlo poco respetable, así que sus hermanos accedieron a cambiarlo por «Zeppo».[36]
- Explicación de Chico. Chico nunca escribió su autobiografía y concedió menos entrevistas que sus hermanos, pero su hija Maxine cuenta en Los irreverentes hermanos Marx que cuando los hermanos Marx vivían en Chicago, había un estilo de humor popular llamado «Zeke y Zeb», en el que se parodiaba el acento del medio oeste.[40] Maxine afirmaba que el nombre surgió a partir de una broma entre su padre y Herbert. Un día, al llegar Chico a casa, Herbert estaba sentado en la valla de la entrada, y lo saludó diciendo «¡Hola, Zeke!», a lo que Chico contestó «¡Hola, Zeb!», y los hermanos empezaron a llamar «Zeb» a Herbert.[41] Cuando se unió al espectáculo barajaron el nombre de «Zebbo», pero finalmente prefirieron «Zeppo».
- Explicación de Groucho. Groucho ofreció una hipótesis alternativa, explicando que Zeppo se llamó así porque nació cuando los primeros zepelines cruzaron el Atlántico.[40][nota 5] El primer zepelín voló en julio de 1900, y Herbert nació siete meses después, en febrero de 1901; sin embargo, el primer zepelín que cruzó el Atlántico no lo hizo hasta 1924, cuando Herbert era ya un hombre joven.

### Home Again, Primera Guerra Mundial y fracaso en el vodevil (1914-1923)

#### Home Again
Los primeros espectáculos de vodevil de los hermanos Marx solían recibir críticas mixtas; si bien los críticos eran generalmente amables con los propios artistas, con frecuencia destacaban la baja calidad del material. Cuando los Marx intentaban actuar en salas más grandes, el público solía ser poco receptivo. Un crítico de Chicago, por ejemplo, escribió: «Los llamados hermanos Marx triunfan, pero en el peor tipo de vodevil. En otras palabras, son tan buenos que apestan». Con el tiempo, incluso los críticos locales empezaron a considerar anticuados sus chistes, y uno de ellos en Hammond (Indiana), los describió como «rancios». Al ver la disminución de su atractivo, los hermanos recurrieron a su tío, Al Shean, un veterano artista de vodevil, para que les ayudara a desarrollar nuevo material. Shean respondió escribiendo Home Again , una versión ampliada de su anterior espectáculo, Mr. Green's Reception.
Home Again resultó ser una producción crucial en la carrera de los Marx, ya que consolidó sus distintivas personalidades cómicas. Shean, que había interpretado a un alemán charlatán en su propio número, creó un papel similar para Groucho. Con este personaje, Groucho comenzó a incorporar su característico bigote pintado y su andar encorvado. Para Harpo, Shean escribió intencionalmente pocas líneas, lo que contribuyó a su decisión de dejar de hablar en el escenario. Las explicaciones para esto fueron variadas: Shean lo atribuyó al ceceo de Harpo, mientras que el propio Harpo declaró que las críticas positivas a menudo incluían la advertencia de que no debía hablar. Fue también durante este período cuando Harpo empezó a utilizar su característica peluca y su bocina. Chico hablaba con un falso acento italiano que había adoptado en la vida real para enfrentarse a los matones de su barrio, mientras que Gummo, y posteriormente Zeppo, asumieron el papel de galán romántico, que James Agee describió como «inigualablemente cursi».
La recepción de Home Again fue abrumadoramente positiva, con un teatro abarrotado. Confiados en su éxito, los hermanos incluso garantizaron que si los teatros no superaban su recaudación promedio, actuarían gratis. Una reseña en la revista Billboard la elogió como «una buena y jugosa comedia de carácter», y agregó que «el trabajo de la compañía les da pleno derecho a sus seis [ovaciones finales]».
A finales de 1914, Home Again se había vuelto tan popular que consiguió a los hermanos un contrato con la United Booking Office (UBO), que controlaba los teatros mejor pagados del país. Esto les permitió empezar a compartir cartel con artistas más destacados, como Jack Benny y W. C. Fields. Fields, supuestamente preocupado por las comparaciones desfavorables, fingió una vez que tenía una muñeca rota para evitar salir al escenario después de ellos.
En 1915, la gira de Home Again llegó a Flint (Míchigan), donde Zeppo, que tenía entonces 14 años, se unió a sus cuatro hermanos en lo que se considera la única ocasión en que los cinco hermanos Marx aparecieron juntos en un escenario. La edición del 3 de septiembre de 1915 de The Flint Daily Journal documentó esta actuación, señalando que Zeppo cantó «cuatro o cinco canciones» y «prometía llegar a gustar tanto como el resto de la familia».

#### Primera Guerra Mundial, marcha de Gummo y llegada de Zeppo

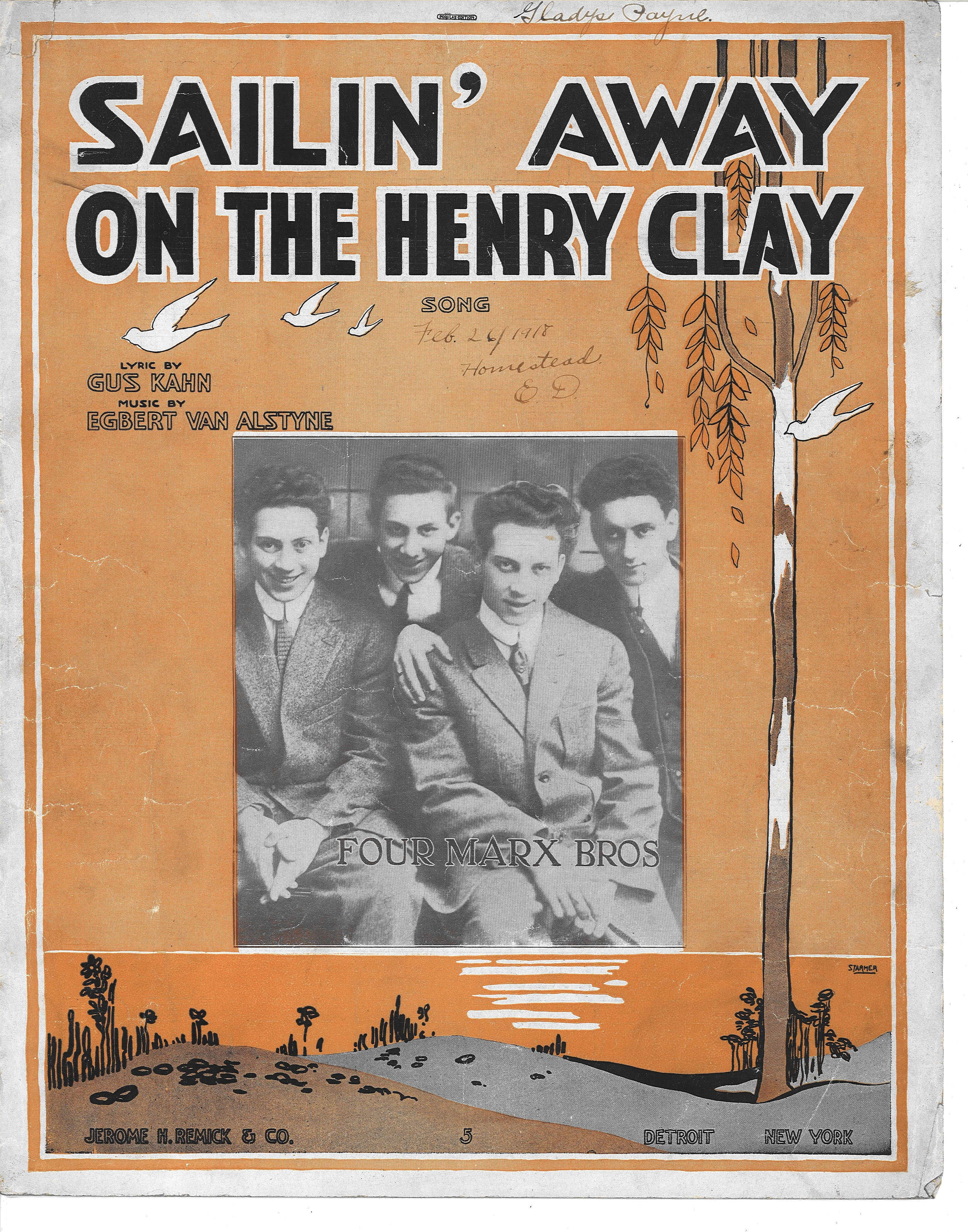
Partitura publicada en 1917 para la canción «Sailing Away on the Henry Clay». De izquierda a derecha: Harpo, Gummo, Chico y Groucho.

El estallido de la Primera Guerra Mundial en 1914 y el hundimiento del RMS Lusitania en 1915 desataron un fuerte sentimiento antigermánico en Estados Unidos, obligando a los hermanos Marx a distanciarse de sus raíces alemanas. Groucho abandonó por completo sus personajes alemanes, dejando de usar su acento exagerado y cambiando el nombre de su personaje de «Schneider» al más estadounidense «Jones».
Cuando los Estados Unidos entraron en la guerra, Minnie Marx descubrió que los granjeros estaban dispensados de alistarse, y compró para sus hijos una granja avícola de 11 ha (27 acres) cerca de Countryside (Illinois). A pesar de estos esfuerzos, en el verano de 1918, Gummo fue reclutado para el servicio militar. A diferencia de sus hermanos, su insatisfacción con la actuación era cada vez mayor y acogió con satisfacción el cambio, llegando a bromear diciendo que «fui a la guerra para conseguir un poco de paz».
La marcha de Gummo dejó una vacante en el grupo. El menor de los Marx, Zeppo, trabajaba como mecánico en Ford cuando Minnie le pidió que dejara su trabajo y se uniera a sus hermanos en el escenario. Más tarde recordó estar tan poco preparado que tuvo que improvisar sus diálogos y no bailar en sus primeras actuaciones.

#### Decadencia y fracaso del vodevil
En abril de 1921, durante un descanso de sus giras, los hermanos Marx incursionaron por primera vez en el cine, produciendo un cortometraje mudo titulado Humor Risk. El filme presentaba a Groucho interpretando a un villano y a Harpo interpretando a un protagonista romántico llamado Watson. Tras una única proyección en el Bronx con mala acogida, los hermanos decidieron no estrenarla. Actualmente no existe ninguna copia de la película.
En el verano de 1922, ante la falta de público en Estados Unidos, los hermanos llevaron su espectáculo al Reino Unido, donde actuaron en Londres, Bristol y Mánchester. E. F. Albee, que dirigía la UBO, exigió que los artistas que actuaban en los teatros de la UBO debían obtener su permiso antes de actuar en otros recintos. Al no haber consultado a Albee antes de viajar a Gran Bretaña, los hermanos fueron incluidos en la lista negra de todos los teatros controlados por la UBO a su regreso a Estados Unidos.
Tras su expulsión de los teatros de la UBO, los hermanos Marx produjeron un espectáculo llamado The Twentieth Century Revue en el circuito Shubert, más pequeño. Al mismo tiempo, los dueños del circuito, los hermanos Shubert, se encontraban envueltos en una demanda contra el tío de los Marx, Al Shean. Los hermanos ganaron menos dinero en el circuito Shubert, y su espectáculo se vio complementado con otros artistas de calidad dispar. El espectáculo fue un fracaso: las críticas de los Marx fueron positivas, pero los demás artistas fueron recibidos con antipatía. El Cincinnati Post del 12 de febrero de 1923 dijo: «Hay otros períodos en los que parece que todos luchan por ganar tiempo. Esto, por supuesto, no es agradable». Antiguos miembros del elenco del Revue demandaron a los hermanos, alegando salarios impagados. La policía confiscó los bienes del Revue, lo que provocó el cierre del espectáculo.

### Éxito en Broadway (1924-1929)

#### I'll Say She Is
Tras ser expulsados del mayor circuito de vodevil y haber fracasado en el segundo más importante, los hermanos Marx se encontraban en un punto bajo de su carrera. En sus memorias, ¡Harpo habla!, Harpo recordó que hubo intenciones de disolver el grupo: «Se había decidido que Groucho actuaría como solista, Zeppo regresaría a Chicago con Minnie y Chico trabajaría como pianista. Ante todas estas decisiones, yo respondí: “¡Tonterías!”».
Ned Wayburn, quien había producido las actuaciones de Groucho y Gummo en Los tres ruiseñores, presentó a los Marx a los guionistas Tom y Will Johnstone, quienes tenían una idea para un nuevo espectáculo. Conocían a Joe Gaites, otro veterano del circuito Shubert cuyo espectáculo Gimme a Thrill había fracasado. Gaites aún poseía la escenografía y el vestuario de esa producción, y los Johnstone pensaron que podían crear un espectáculo exitoso con los Marx utilizando el vestuario, la escenografía, las canciones y las tramas más exitosas de ese otro espectáculo. También encontraron un patrocinador, un hombre llamado James P. Beury, que recientemente había comprado el Teatro Walnut Street en Filadelfia (y supuestamente buscaba un espectáculo donde pudiera actuar una corista con la que salía).
El espectáculo, reescrito por los Johnstone y ahora titulado I'll Say She Is, se estrenó en Allentown (Pensilvania), en mayo de 1923. Tras unas exitosas presentaciones iniciales, la producción se trasladó al teatro de Beury en Pensilvania durante el verano. Posteriormente, se representó en Boston en septiembre y a continuación en Chicago durante el resto del año, antes de emprender una gira nacional. En mayo de 1924, I'll Say She Is se estrenó en Broadway. Para esta importante ocasión, la madre de los Marx, Minnie, se estaba haciendo un vestido a medida cuando se cayó y se rompió un tobillo. Sin embargo, decidida a no perderse el estreno, asistió a la función en camilla.

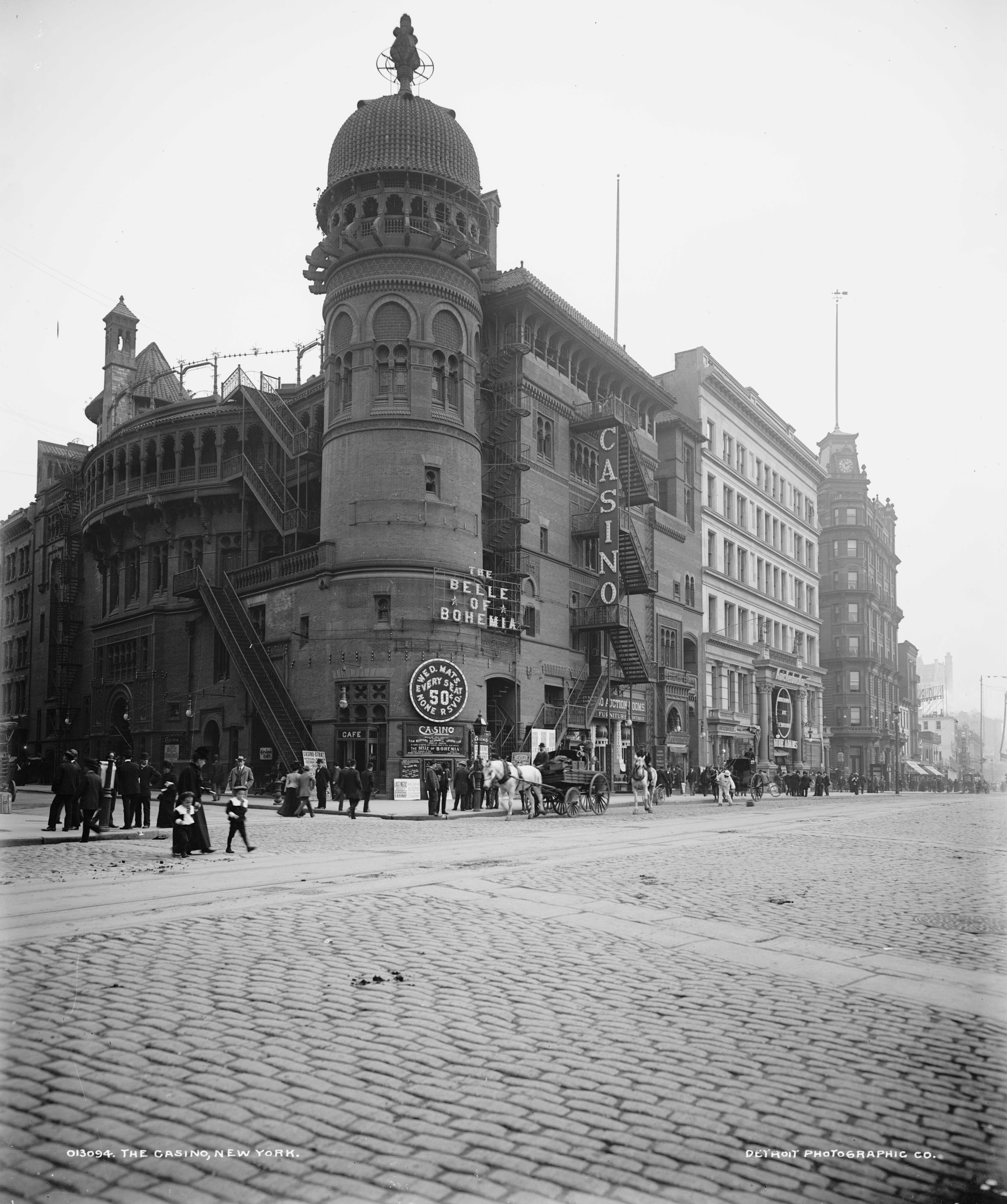
Casino Theatre, en la esquina entre Broadway y la calle 39 en Manhattan, donde se representó I'll Say She Is.

El estreno en Broadway de I'll Say She Is marcó el inicio de una nueva etapa en la carrera de los hermanos Marx. La mayoría de los diarios neoyorquinos, incluyendo The Sun, el New York Evening Post, el New York Daily News, el New York Daily Mirror y la revista Life, publicaron reseñas positivas. La producción se convirtió en un éxito comercial, con 313 funciones y llenando continuamente las salas casi al completo. El crítico de The Sun fue Alexander Woollcott, quien se convertiría en amigo de Harpo para toda la vida. Woollcott presentó a Harpo a la Mesa redonda del Algonquín, un grupo de intelectuales que se reunían regularmente en el Hotel Algonquín de Manhattan. También convenció a los hermanos, hasta entonces conocidos como Julius, Leonard, Arthur y Herbert, de que usaran sus nombres artísticos en público. En aquel momento, los hermanos usaban sus verdaderos nombres en los carteles y programas de los espectáculos, y solo usaban los apodos fuera de escena, hasta que Woollcott los oyó llamándose entre ellos por los apodos. Les preguntó por qué usaban sus nombres reales cuando tenían apodos tan geniales, y le contestaron que «no sería digno», a lo que Woollcott respondió con una carcajada. Woollcott no conoció a los hermanos Marx hasta el estreno de I'll Say She Is, su primer espectáculo en Broadway, lo que significa que usaron sus nombres reales durante su etapa en el vodevil, y el nombre de Gummo nunca apareció publicado durante el tiempo que formó parte del grupo. Otras fuentes dicen que los hermanos Marx utilizaron sus apodos cuando actuaban en el vodevil, pero usaron brevemente sus nombres reales cuando estrenaron I'll Say She Is porque temían que el público de Broadway rechazara a unos actores de vodevil si los percibían como de clase baja.

#### The CocoanutsyAnimal Crackers

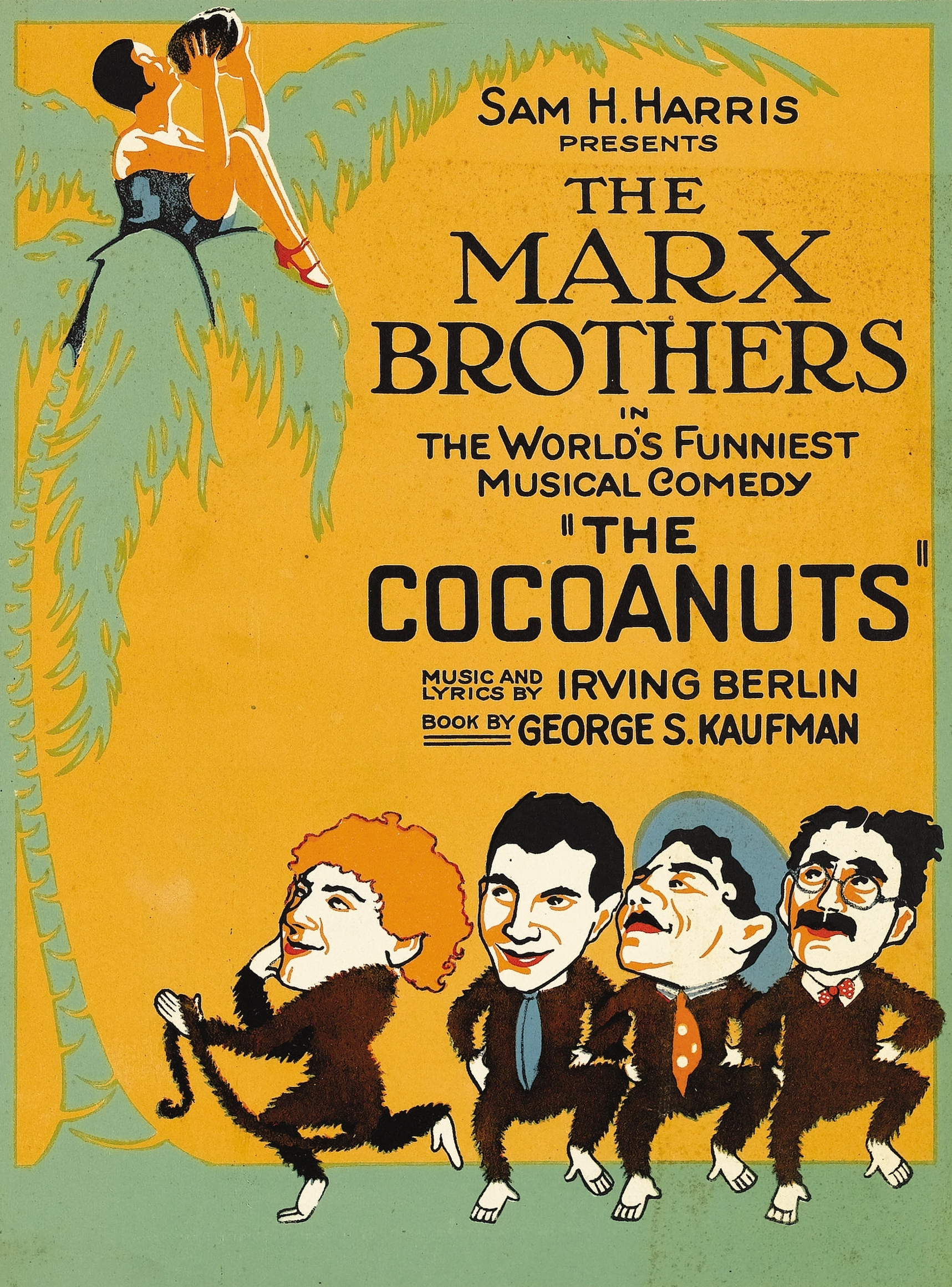
Anuncio de la representación teatral de The Cocoanuts (1927).

El éxito de I'll Say She Is atrajo a numerosos productores deseosos de desarrollar el próximo espectáculo de los hermanos Marx. Tras no llegar a un acuerdo con Florenz Ziegfeld, los hermanos se decidieron por Sam H. Harris, debido a su asociación con el compositor Irving Berlin. Harris contrató a George S. Kaufman, miembro de la Mesa Redonda del Algonquín, para escribir el espectáculo. Kaufman, que conocía la tendencia de los hermanos a atormentar a los guionistas e ignorar el guion, al parecer exclamó: «¿Estás loco? ¿Escribir un espectáculo para los Hermanos Marx? ¡Preferiría escribir un espectáculo para los monos de Berbería!». Sin embargo, Kaufman aceptó, convencido de que un espectáculo protagonizado por los hermanos Marx y con música de Berlin tenía el éxito casi asegurado.
The Cocoanuts, escrito por Kaufman y con música de Berlin, se estrenó en Boston en octubre de 1925 y llegó a Broadway en diciembre de ese año. A diferencia de su espectáculo anterior, que era esencialmente una revista, The Cocoanuts tenía una estructura narrativa más coherente, aunque frecuentemente interrumpida por la comedia anárquica de los hermanos. Ambientada durante el auge inmobiliario de Florida, la trama giraba en torno al dueño de un hotel, llamado Hammer (Groucho), que intentaba vender bienes raíces sin valor mientras lidiaba con diversos enredos románticos y planes de robo. La producción presentó varias rutinas ahora clásicas de los hermanos Marx, incluyendo una escena en la que Groucho intenta explicarle un mapa a Chico, lo que lleva a una serie de malentendidos cada vez más absurdos basados en juegos de palabras y homofonía. Los críticos fueron entusiastas, y Woollcott dijo: «Basta con decir que The Cocoanuts es tan divertida que deja completamente sin fuerzas». La producción tuvo 276 funciones en Broadway antes de salir de gira.
The Cocoanuts también destacó por ser la primera vez que los Marx actuaron con Margaret Dumont, una exactriz de vodevil de segunda categoría que se casó con un hombre rico, enviudó y se vio obligada a regresar a los escenarios. Dumont interpretó a la señora Potter, una viuda adinerada y objeto de las persecuciones románticas de Hammer. El guionista Morrie Ryskind, quien había realizado colaboraciones no acreditadas en The Cocoanuts, recordó que, desde el momento en que subió al escenario, «se hizo evidente [...] que la incorporación de la señorita Dumont [...] llenaba un vacío desatendido durante mucho tiempo, y que se había formado un gran equipo cómico». Posteriormente, repetiría su papel como contraparte directa de Groucho en su siguiente producción de Broadway y en siete de sus películas, interpretando siempre el papel de viuda millonaria que era alternativamente cortejada e insultada por Groucho con sus siempre atrevidos halagos. Groucho la consideraba «prácticamente el quinto hermano Marx» y años más tarde dijo que Dumont «nunca entendió ninguno de mis chistes», aunque esto probablemente fue una exageración para lograr un efecto cómico, ya que las entrevistas demostraron que Dumont era una hábil intérprete que sabía exactamente cómo actuar frente a él.
Sam Harris reunió a muchos de los mismos talentos creativos para la siguiente producción de los hermanos Marx, Animal Crackers. Kaufman volvería a desarrollar el libreto, esta vez con Morrie Ryskind recibiendo crédito junto a él, y Margaret Dumont volvió a interpretar al personaje que servía de contrapunto. En lugar de Irving Berlin, Bert Kalmar y Harry Ruby escribieron las letras y la música. Una de las canciones que compusieron fue «Hooray for Captain Spaulding», que se convertiría en la canción característica de Groucho y, posteriormente, en la sintonía de su programa de televisión You Bet Your Life.
Animal Crackers se estrenó en el Teatro de la Calle 44 el 23 de octubre de 1928, tras una prueba fuera de la ciudad. La trama giraba en torno a una reunión de la alta sociedad en la mansión de Long Island de la señora Rittenhouse (Dumont), donde es robado un valioso cuadro. Groucho interpretó al explorador Jeffrey T. Spaulding, mientras que sus hermanos interpretaron papeles de músicos. Tuvo una acogida tan entusiasta como sus anteriores obras en Broadway, con 171 funciones, y The New Yorker la describió como «la creación para la cual se acuñó la palabra wow».
A lo largo de la década de 1920, los hermanos Marx se habían convertido en uno de los grupos teatrales favoritos de Estados Unidos con su agudo y extravagante sentido del humor. Satirizaban a la alta sociedad y la hipocresía humana, y también se hicieron famosos por su capacidad para la improvisación en cualquier clase de situación o escenario. Por ejemplo, en una ocasión, Harpo se puso de acuerdo con una chica del coro para perseguirla por el escenario mientras Groucho interpretaba un monólogo, para ver si lograba distraerle. Sin embargo, y para deleite del público, Groucho comentó simplemente: «Es la primera vez que veo un taxi persiguiendo a un pasajero». Cuando Harpo volvió a perseguir a la chica en la otra dirección, Groucho miró tranquilamente su reloj y dijo: «El de las 9:20 llega puntual. Siempre se puede poner el reloj en hora según el Lehigh Valley».

## Los hermanos Marx en el cine

### Paramount Pictures (1929-1933)

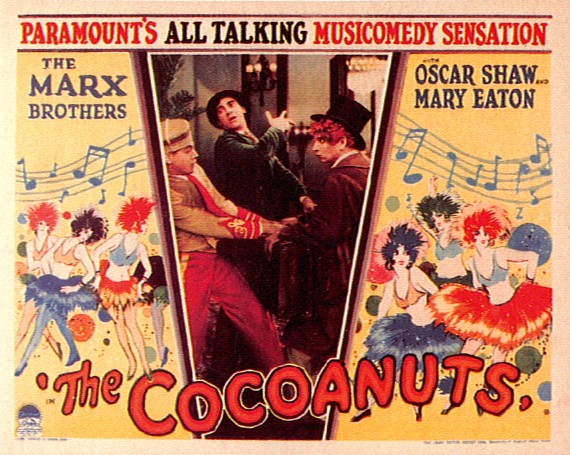
Imagen promocional de la primera película de los hermanos Marx, Los cuatro cocos (1929).

Los espectáculos teatrales de los hermanos Marx se hicieron populares mientras Hollywood avanzaba evolucionaba hacia el cine sonoro. Cuando Animal Crackers comenzó su gira, Paramount Pictures les contrató para realizar una adaptación cinematográfica sonora de The Cocoanuts. El rodaje comenzó en febrero de 1929 en los estudios de Paramount en Astoria (Queens). La película fue una propuesta innovadora, ya que en aquel momento, la mayoría de las películas sonoras presentaban solo segmentos cortos de sonido, y aún no se había estrenado ninguna película musical sonora. Si bien The Cocoanuts no sería la primera (esa distinción recayó en Melodías de Broadway), su producción enfrentó obstáculos significativos debido al estado aún emergente de la tecnología del cine sonoro, que era altamente experimental y sensible. Los accesorios de papel, por ejemplo, tuvieron que rociarse con agua para evitar que los micrófonos captaran crujidos. Las cámaras tuvieron que mantenerse en cajas insonorizadas que limitaron el movimiento dinámico y contribuyeron a un estilo visualmente limitado, al estilo de un escenario teatral. El programa de rodaje también fue agotador para los hermanos Marx, que tenían que viajar diariamente entre el set de Astoria y Manhattan para las representaciones teatrales nocturnas de Animal Crackers.
La trama de la película reflejó en gran medida la obra de teatro, aunque se requirieron cortes sustanciales para mantener una duración adecuada. Los cuatro cocos se estrenó en Nueva York en mayo de 1929. Mordaunt Hall, de The New York Times, hizo una reseña generalmente positiva, señalando que «la comedia despertó considerable alegría entre los asistentes al estreno», a pesar de su evaluación variada sobre la calidad del sonido. Aunque, al parecer, a los propios hermanos les preocupaba tener que recomprar la copia, la película tuvo una cálida acogida por parte de la crítica fuera de Nueva York y resultó ser un éxito de taquilla significativo, consolidando a los hermanos Marx en el nuevo medio del cine sonoro.
El resto del año 1929 fue difícil para los hermanos Marx. El 13 de septiembre, durante los preparativos de una gira de Animal Crackers, su madre Minnie falleció. Woollcott, para entonces amigo de la familia, escribió un obituario a página completa en The New Yorker, en el que la elogiaba por haber «inventado [a los hermanos]. Eran solo cómicos que ella imaginaba para su propia diversión». En octubre, la bolsa de Nueva York se desplomó. Harpo y Groucho, que se habían endeudado mucho para invertir, tuvieron que liquidar todas sus posesiones.

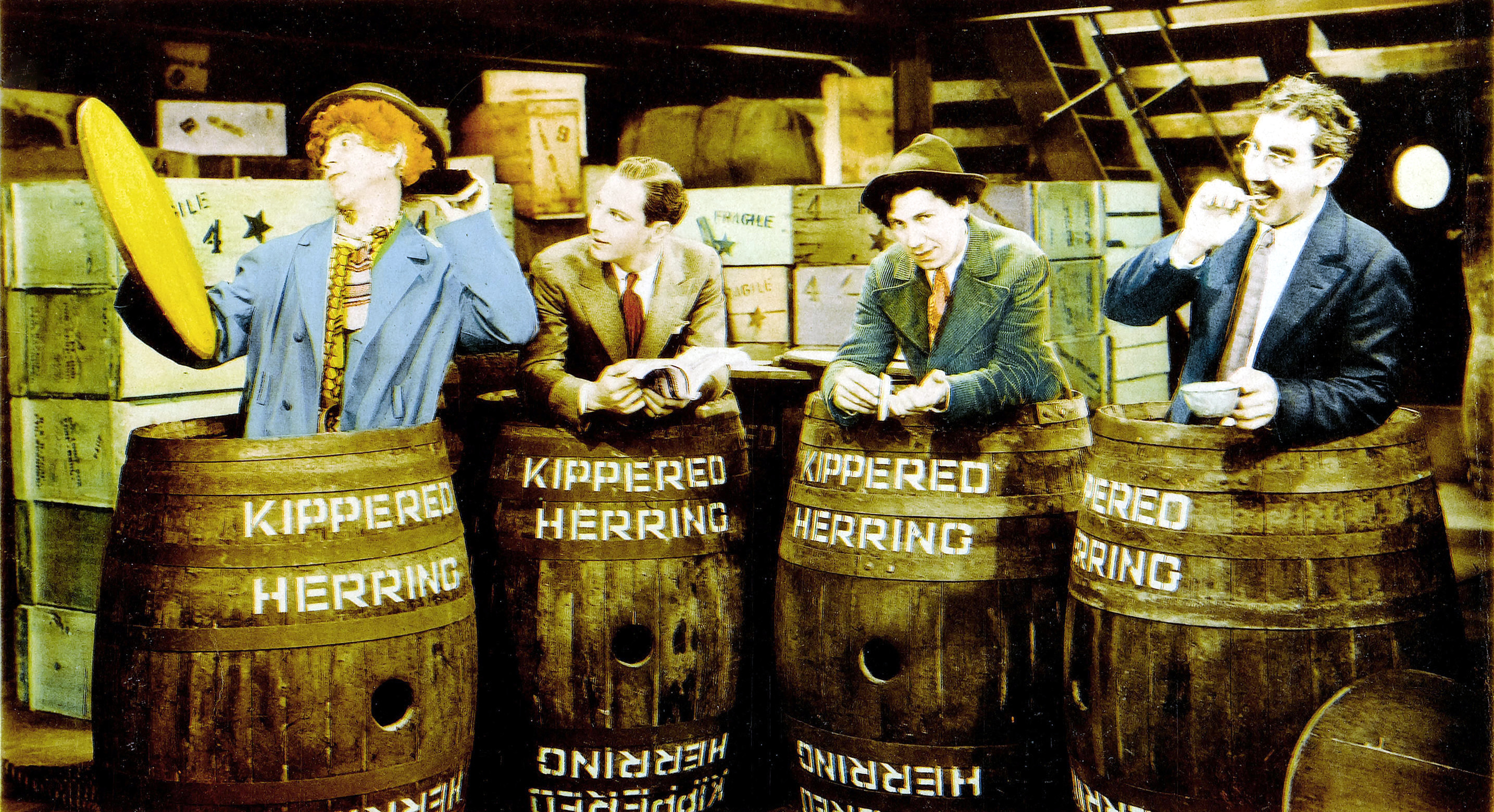
Fotograma de Pistoleros de agua dulce (1931).

Afortunadamente, a diferencia de muchos otros, los hermanos tenían un trabajo bien remunerado. A Los cuatro cocos le siguió El conflicto de los Marx (1930). Al igual que la película anterior, se basó en un musical, en este caso Animal Crackers, y se filmó también en los estudios Astoria. Los Marx se trasladaron entonces a Hollywood, donde su primer trabajo fue un cortometraje incluido en el documental del vigésimo aniversario de Paramount, The House That Shadows Built (1931), en el que adaptaron una escena de I'll Say She Is. Su tercer largometraje, Pistoleros de agua dulce (1931), fue el primero que no estuvo basado en una producción teatral previa.

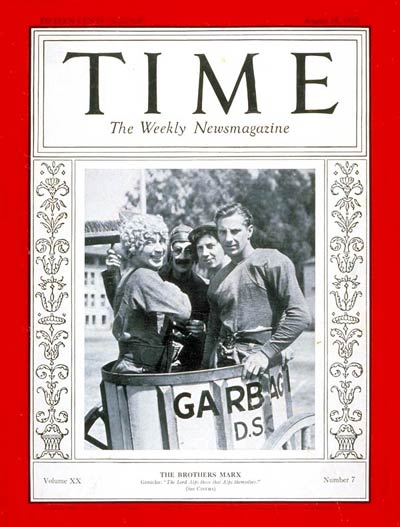
Los hermanos Marx en la portada de la revista Time (15 de agosto de 1932).

Plumas de caballo (1932), en la que los hermanos satirizaron el sistema universitario estadounidense y la ley seca, fue su película más popular hasta el momento y una escena de la misma apareció en la portada de la revista Time. La película incluía un gag recurrente de la etapa teatral de los Marx, en el que Harpo saca una serie imposible de objetos del interior de su abrigo: un mazo de madera, un pez, una cuerda enrollada, una corbata, un póster de una mujer en ropa interior, una taza de café caliente, una espada y (justo después de que Groucho le advierte que «no se puede encender una vela por ambos extremos») una vela encendida por ambos extremos.
Durante este período, Chico y Groucho protagonizaron una serie de comedia radiofónica, Flywheel, Shyster, and Flywheel. Aunque la serie tuvo una corta duración, gran parte del material creado para ella fue utilizado en las películas posteriores.
Su última película para Paramount, Sopa de ganso (1933), dirigida por Leo McCarey, ganador de un Óscar, es la mejor posicionada de las cinco películas de los hermanos Marx incluidas en la lista «100 años... 100 sonrisas» del American Film Institute. No tuvo el mismo éxito económico que Plumas de caballo, pero fue la sexta más taquillera de 1933. La película desató una disputa entre los Marx y el pueblo de Fredonia (Nueva York). «Freedonia» era el nombre del país ficticio en el que transcurre la película, y los dirigentes de la ciudad escribieron a Paramount pidiendo que eliminaran todas las referencias a Freedonia porque «daña la imagen de nuestro pueblo». Groucho respondió con sarcasmo pidiéndoles que cambiaran el nombre de su pueblo porque «daña nuestra película».
Se cree que los personajes que interpretaban Groucho, Chico y Harpo estaban basados en sus personalidades reales. Zeppo, por otro lado, era considerado el hermano más divertido fuera de escena, a pesar de interpretar papeles serios. Era el más joven y había crecido observando a sus hermanos, por lo que podía sustituir a cualquiera de ellos en caso de que algún motivo les impidiera salir a escena. «Hizo tan bien el papel del capitán Spaulding (en Animal Crackers) que le habría dejado interpretarlo indefinidamente si me hubieran permitido quedarme fumando entre el público», dijo Groucho. Zeppo sustituyó a Groucho en una escena de Animal Crackers en la que ocurría un apagón, por lo que pudo interpretar el personaje de Spaulding a oscuras. Sin sus característicos disfraces, los hermanos eran muy parecidos físicamente, incluso en las entradas de sus cabellos. Zeppo podía pasar por un joven Groucho, e incluso interpretó a su hijo en Plumas de caballo. Una escena de Sopa de ganso muestra a Groucho, Chico y Harpo maquillados con las cejas y el bigote pintados y llevando gafas redondas y gorros de dormir. Los tres son completamente idénticos, lo que les permite interpretar la famosa escena del espejo a la perfección.

### Metro-Goldwyn-Mayer y RKO Pictures (1934-1941)
El 11 de marzo de 1933, los hermanos Marx fundaron una productora, la «International Amalgamated Consolidated Affiliated World Wide Film Productions Company Incorporated, of North Dakota».
Tras expirar el contrato con Paramount, Zeppo dejó la actuación para convertirse en representante de artistas. Él y Gummo fundaron una de las agencias de talentos más importantes de Hollywood, donde trabajaron con figuras como Jack Benny y Lana Turner. Posteriormente se hizo ingeniero e inventor. Groucho y Chico trabajaron en la radio, y también se habló de la posibilidad de regresar a Broadway. Durante una partida de bridge con Chico, el productor Irving Thalberg planteó la posibilidad de que los Marx trabajaran en Metro-Goldwyn-Mayer. Firmaron un contrato como «Groucho — Chico — Harpo — Hermanos Marx», y en ese mismo orden aparecieron en los títulos de crédito de las películas.
Al contrario que las historias anárquicas de las películas en Paramount, Thalberg quiso que las nuevas películas tuvieran una historia bien definida y estructurada que hiciera más simpáticos a los personajes de los hermanos, intercalando las escenas cómicas con una historia romántica y números musicales no cómicos, y reservando sus travesuras y jugarretas para los verdaderos villanos. Thalberg también insistió en que los guiones tuvieran un momento triste en el que todo parece perdido para los Marx y los protagonistas románticos. Introdujo la innovación de probar el guion ante público en vivo antes de comenzar el rodaje, para perfeccionar el ritmo de la comedia y mantener los chistes que hicieran reír y sustituir los que no tuvieran éxito. Thalberg también recuperó los solos de Chico al piano y de Harpo al arpa, que habían sido eliminados en Sopa de ganso.

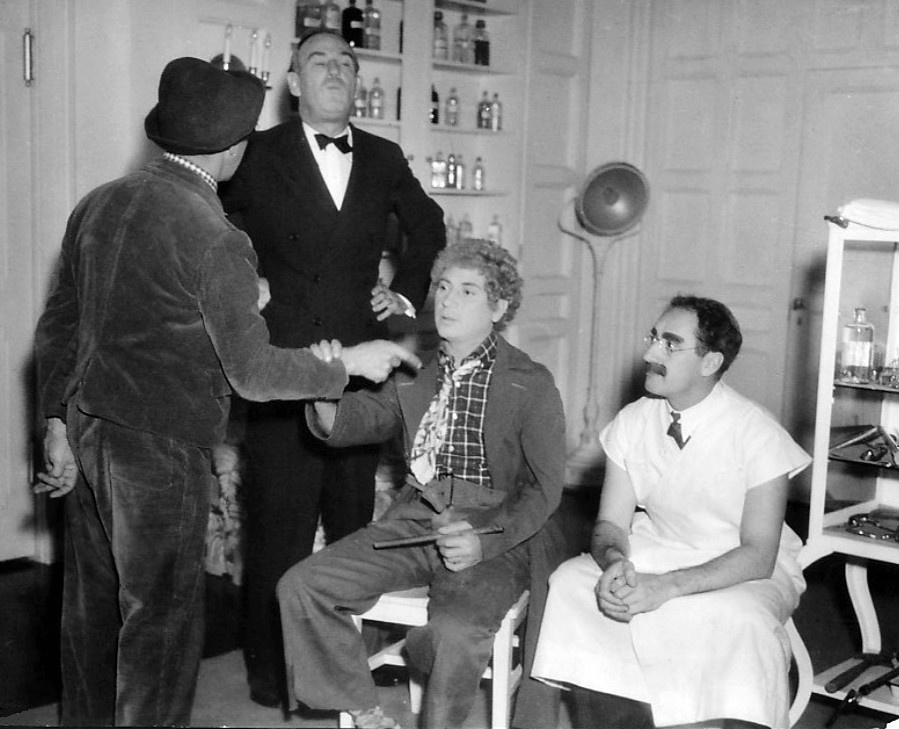
Los hermanos Marx en el rodaje de Un día en las carreras (1937), junto al director Sam Wood.

La primera película de los hermanos Marx con Thalberg fue Una noche en la ópera (1935), una sátira del mundo de la ópera, en la que los hermanos ayudan a una joven pareja de cantantes enamorados saboteando una representación de El trovador. La película, que incluye la famosa escena en la que un gran número de personas se congrega en el interior del pequeño camarote de un barco y la del diálogo entre Groucho y Chico sobre «la parte contratante de la primera parte», fue un gran éxito. Le siguió dos años más tarde otra película con un éxito aún mayor, Un día en las carreras (1937), en la que los hermanos causan caos en un sanatorio y en una carrera de caballos. Esta película incluye el sketch de Groucho y Chico del «helado de tutti-frutti». En una entrevista con Dick Cavett en 1969, Groucho dijo que las dos películas que hicieron con Thalberg fueron las mejores de la carrera de los Marx. A pesar del éxito estas dos películas, los hermanos abandonaron la MGM en 1937. Thalberg murió repentinamente el 14 de septiembre de 1936, dos semanas después del comienzo del rodaje de Un día en las carreras, dejando a los Marx sin su mejor contacto en el estudio.
Tras un breve paso por RKO Pictures con El hotel de los líos (1938), los hermanos Marx regresaron a la MGM, donde hicieron otras tres películas: Una tarde en el circo (1939), Los hermanos Marx en el Oeste (1940) y Tienda de locos (1941). Antes del estreno de esta última, los Marx anunciaron su retirada del cine.

### United Artists y el fin de los hermanos Marx (1946-1949)

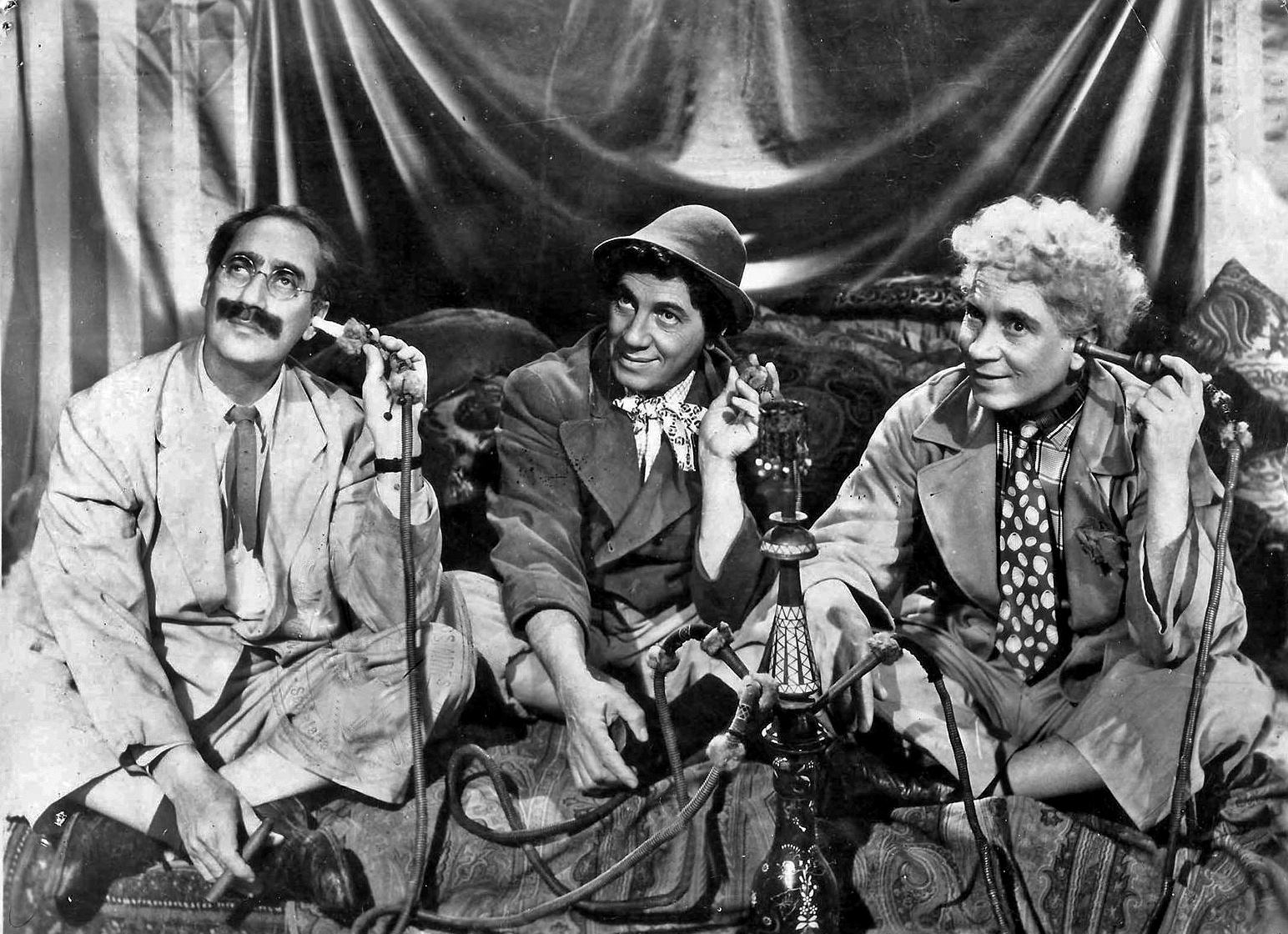
Imagen promocional de Una noche en Casablanca (1946).

Sin embargo, esta retirada no fue definitiva. Años después, debido a su delicada situación económica provocada por sus elevadas deudas de juego, Chico convenció a sus hermanos para hacer dos películas más, que fueron producidas por United Artists. En 1946 protagonizaron Una noche en Casablanca, un guiño a la mítica Casablanca, dirigida por Michael Curtiz en 1942. En torno a esta película surgió un mito popular (alentado en gran parte por el propio Groucho) según el cual Warner Bros. había amenazado a los Marx con una demanda por usar la palabra «Casablanca» en el título, ya que era propiedad intelectual de Warner. En realidad, la productora ni siquiera llegó a plantearse demandar a los Marx, pero sí envió una consulta formal sobre el guion y el argumento de la película. Los hermanos explotaron esta historia con fines publicitarios, haciendo creer al público que se estaba preparando una demanda, y Groucho envió varias cartas abiertas a la compañía para obtener publicidad. En ellas afirmó, entre otras cosas, que ignoraba que el nombre «Casablanca» fuera propiedad de nadie, que ellos habían usado el término «hermanos» mucho antes que Warner Bros. y que, si se repusiera la película de Warner, los espectadores serían capaces de distinguir a Ingrid Bergman de Harpo. Estas cartas están entre las que Groucho donó a la Biblioteca del Congreso de Estados Unidos, y volvió a publicarlas en su libro Las cartas de Groucho en 1967.
Tres años más tarde protagonizaron la que sería su última película, Amor en conserva (1949), una historia de trama detectivesca escrita por el propio Harpo y dirigida por David Miller. En esta película hace una breve aparición una joven Marilyn Monroe en uno de sus primeros papeles en el cine, en una escena junto a Groucho. A pesar de ser una película de los hermanos Marx, los tres hermanos no llegan a aparecer juntos en pantalla en ningún momento. Al final del programa de You Bet Your Life emitido el 8 de marzo de 1950, Groucho promocionó la película con poco entusiasmo y algo de ironía: «Harpo, Chico y yo contamos algunos chistes y actuamos un poco. Es muy educativa». Años más tarde, en el programa Today, se refirió a ella como «una película terrible» mientras hablaba de la impresión que causó Marilyn en su audición para la película.

## Años posteriores

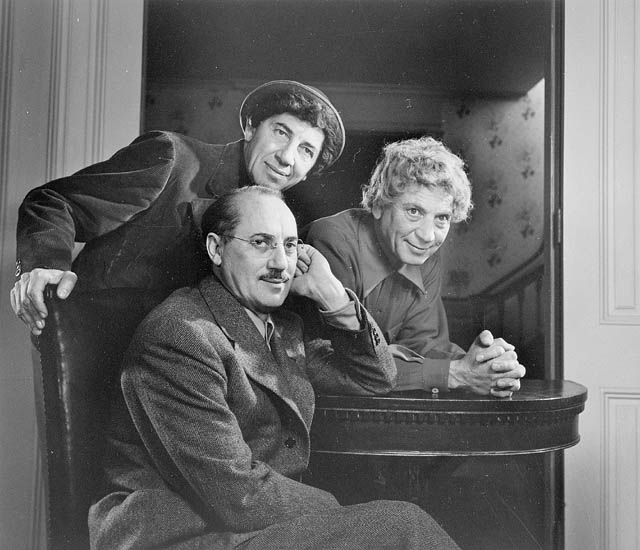
Chico (izquierda), Harpo (derecha) y Groucho (sentado), fotografiados por Yousuf Karsh en 1948.

A partir de la década de 1940, Chico y Harpo actuaron juntos y por separado en locales nocturnos y casinos. Chico formó una big band, la Chico Marx Orchestra, con un joven Mel Tormé (de 17 años por entonces) como vocalista. Groucho hizo varias apariciones en la radio a lo largo de la década y más tarde fue el presentador del concurso You Bet Your Life, que se emitió en la NBC entre 1947 y 1961, primero en la radio y después en la televisión. También escribió diversos libros, como su autobiografía Groucho y yo (1959), Memorias de un amante sarnoso (1964) y Las cartas de Groucho (1967). Al mismo tiempo continuó haciendo apariciones esporádicas en el cine, en películas como Copacabana (1947), junto a Carmen Miranda; Double Dynamite (1951), junto a Frank Sinatra y Jane Russell; o A Girl in Every Port (1952). Su última aparición en el cine fue en Skidoo (1968), dirigida por Otto Preminger.
En 1955, Harpo apareció como invitado en un episodio de Yo amo a Lucy, donde él y Lucille Ball interpretaron un sketch en el que recrearon la escena del espejo de Sopa de ganso. Groucho y Chico aparecieron brevemente en un cortometraje en color en 1957 que promocionaba el Saturday Evening Post, dirigido por el animador Shamus Culhane, yerno de Chico. Ese mismo año, los tres hermanos Marx aparecieron en La historia de la humanidad, una película de fantasía producida por Warner Bros. y dirigida por Irwin Allen. Sin embargo, lo hacen por separado. Esta película fue también la última aparición cinematográfica de Chico y Harpo. En 1959, los tres comenzaron la producción de una serie de televisión titulada Deputy Seraph, protagonizada por Harpo y Chico como unos torpes ángeles, y Groucho (en uno de cada tres episodios) como su jefe. El proyecto se abandonó cuando se descubrió que Chico no podía ser asegurado y era incapaz de recordar sus frases debido a la arteriosclerosis que padecía y que le provocaría la muerte dos años después. El 8 de marzo del mismo año, Chico y Harpo protagonizaron The Incredible Jewel Robbery, un episodio en forma de pantomima perteneciente a la serie de televisión General Electric Theater, presentada por un joven Ronald Reagan en CBS. Groucho hizo un cameo no acreditado (debido a los compromisos con su contrato en NBC) en la última escena, diciendo la única frase hablada del episodio («¡No hablaremos hasta que venga nuestro abogado!»). Esta fue la última aparición conjunta de los tres hermanos Marx.

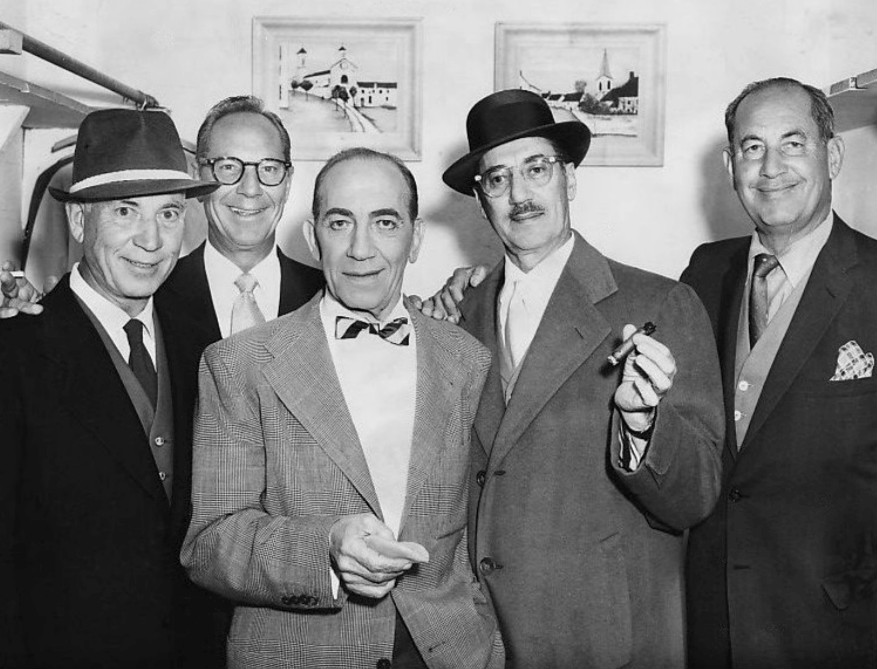
Los cinco hermanos Marx, antes de su única aparición televisiva conjunta, en Tonight! America After Dark, presentado por Jack Lescoulie, el 18 de febrero de 1957. De izquierda a derecha, Harpo, Zeppo, Chico, Groucho y Gummo.

Según un artículo de la revista Newsweek en 1947, Groucho, Chico, Harpo y Zeppo, iban a aparecer interpretándose a ellos mismos en una película biográfica titulada The Life and Times of the Marx Brothers. Además de ser una biografía no ficticia de los Marx, la película mostraría a los hermanos volviendo a interpretar muchas de sus escenas no filmadas, pertenecientes a sus épocas en el vodevil y en Broadway. Si esta película hubiera llegado a hacerse, habría sido la primera aparición de los hermanos Marx como cuarteto desde 1933.
Los cinco hermanos hicieron una única aparición conjunta en televisión en 1957, en el programa Tonight! America After Dark (predecesor de The Tonight Show), presentado por Jack Lescoulie. Cinco años más tarde, el 1 de octubre de 1962, tras la marcha de Jack Paar, Groucho hizo una aparición especial para anunciar al nuevo presentador del programa, Johnny Carson.
Hacia 1960, el director Billy Wilder pensó en escribir y dirigir una nueva película de los hermanos Marx. Llevaba como título provisional A Day at the U.N. («Un día en las Naciones Unidas»), e iba a ser una comedia de acción internacional ambientada en el edificio de la ONU en Nueva York. Wilder llegó a tener conversaciones con Groucho y Gummo, pero el proyecto quedó suspendido a causa de la frágil salud de Harpo y abandonado definitivamente tras la muerte de Chico en 1961, a los 74 años. Tres años después, el 28 de septiembre de 1964, Harpo murió a los 75 años a causa de las complicaciones derivadas de una cirugía cardíaca a la que se había sometido el día anterior. Gummo y Groucho fallecieron respectivamente en abril y en agosto de 1977, y Zeppo en noviembre de 1979.

## Legado
El espíritu anárquico y los trepidantes juegos de palabras de los hermanos Marx establecieron un modelo cómico que continúa inspirando a artistas de diversos medios. Su perdurable influencia reside en su subversión de las normas sociales, su magistral uso de la comedia física entrelazada con el ingenio intelectual y los imborrables arquetipos de los personajes que crearon. Sus admiradores abarcan diversas disciplinas artísticas, desde iconos de la comedia como Mel Brooks, Jerry Seinfeld y Judd Apatow; figuras de vanguardia como Antonin Artaud y el surrealista Salvador Dalí; músicos influyentes como The Beatles; y figuras literarias como Anthony Burgess, J. D. Salinger y Kurt Vonnegut.
Las imágenes icónicas y los personajes característicos de los hermanos —las gafas redondas, el puro, las cejas y el bigote maquillados de Groucho, el acento italiano de Chico y el silencioso Harpo con su peluca rizada y su bocina— han sido referentes culturales desde que sus actuaciones se hicieron populares. El caricaturista Al Hirschfeld, cuyos dibujos de los hermanos se utilizaron para promocionar Una noche en la ópera y actualmente se exhiben en la Galería Nacional de Retratos de la  Institución Smithsonian, dijo sobre ellos que «empezaron a parecerse al dibujo, en lugar de al revés».

### Influencia contemporánea
La influencia de los Hermanos Marx se sintió rápidamente en la cultura popular. Sus llamativas imágenes se prestaban bien a la animación. Ejemplos tempranos de su influencia incluyen cameos en varios cortometrajes animados de Disney: The Bird Store (1932), El gran estreno de Mickey (1932), Mickey's Polo Team (1936), Mother Goose Goes Hollywood (1938) y Buscador de autógrafos (1939). También aparecen en el último dibujo animado de la serie Flip the Frog, Soda Squirt, en octubre de 1933, junto a otros personajes como Buster Keaton, El Gordo y el Flaco, Mae West y Jimmy Durante. El cortometraje animado de Tex Avery Hollywood Steps Out (1941), cuenta con las apariciones de Harpo y Groucho.
Incluso cuando los hermanos no aparecían directamente, su estilo tuvo una gran influencia en los animadores. El personaje de Dopey en Snow White and the Seven Dwarfs (1937) se inspiró en las actuaciones mímicas de Harpo. Bugs Bunny, con su personalidad ingeniosa y ocurrente y su marcado acento de Brooklyn, se inspiró en gran parte en Groucho. Bugs imita a Groucho en varios cortometrajes animados como Un conejo para Bogart (1947), con Elmer Gruñón como Harpo; y Wideo Wabbit (1956), donde presenta un programa de televisión al estilo de Groucho.
La comedia de los hermanos Marx continuó siendo popular después de su retiro, impulsada por las repetidas retransmisiones de sus películas en televisión y la popularidad de Groucho como presentador del programa You Bet Your Life. En la década de 1960 se produjeron varios intentos de llevar versiones animadas de los hermanos a la televisión. En 1960, el estudio de animación Screen Gems intentó desarrollar una serie en stop-motion llamada simplemente The Three Marx Brothers. Solo se produjo un cortometraje, que nunca se emitió. En 1966, Filmation desarrolló un piloto para una serie animada de los hermanos Marx con las voces de Pat Harrington Jr. como Groucho, y las de Ted Knight y Joe Besser. De nuevo, el piloto no llegó a convertirse en serie.
En 1970, Rankin/Bass produjo el especial de televisión animado The Mad, Mad, Mad Comedians, que incluía segmentos con versiones animadas de los hermanos Marx. El especial incluía una escena adaptada de su espectáculo de Broadway I'll Say She Is. Groucho prestó su propia voz para la producción, mientras que el actor de doblaje Paul Frees interpretó a Chico (que había fallecido en 1961) y a Zeppo (que se retiró de la actuación en 1933). Esta producción destaca por incluir representaciones de los cuatro hermanos, preservando una de sus rutinas que nunca se filmó durante sus carreras.

### Resurgimiento en la década de 1970
El estilo cómico anárquico de los hermanos Marx resonó en el movimiento contracultural de la década de 1960 y encontró un nuevo público entre la generación del baby boom. Sopa de ganso, que satirizaba la guerra y la política, fue redescubierta y popularizada por los manifestantes universitarios durante la guerra de Vietnam.
El renovado interés propició una mayor presencia en los medios. Groucho forjó amistad con el presentador de televisión Dick Cavett, y apareció en su programa cinco veces. La etapa de los Marx en el vodevil y su relación con su madre quedaron plasmados en el musical de Broadway de 1970 titulado Minnie's Boys, escrito por el hijo de Groucho, Arthur Marx. Aunque no fue un éxito financiero (cerró tras 80 funciones y perdió aproximadamente 750 000 dólares con una inversión de 550 000), Lewis J. Stadlen, quien interpretó a Groucho, ganó tanto el Premio Theatre World de 1970 como el Premio Drama Desk de 1970 a la Actuación Destacada en un Musical.
El resurgimiento del interés por los hermanos culminó en 1974 con el reestreno de su película de 1930, El conflicto de los Marx, tras una campaña de envío de cartas. Anteriormente, la distribución de la película había sido suspendida por problemas de derechos de autor. La asistencia a las proyecciones fue masiva, y cuando Groucho acudió al estreno en Nueva York, casi se desató un disturbio y hubo que solicitar una escolta policial.
Las referencias a los hermanos Marx aparecieron con frecuencia en programas de televisión y películas de la época. Los personajes de la serie MASH imitaban a los hermanos, y el personaje de Alan Alda era especialmente conocido por sus imitaciones de Groucho. En All in the Family, Rob Reiner y Sally Struthers aparecieron vestidos como Groucho y Harpo en un episodio. En un episodio de The Mary Tyler Moore Show titulado Murray Takes a Stand se menciona que la canción «Hooray for Captain Spaulding» había sido cortada de una emisión de El conflicto de los Marx. En The Way We Were (1973), los protagonistas asisten a una fiesta de disfraces vestidos como los hermanos Marx.
Gabe Kaplan, protagonista de la serie de Welcome Back, Kotter, emitida en la ABC , incorporó referencias a los hermanos Marx en esa serie y en sus trabajos posteriores. Los personajes principales de la serie, incluyendo los interpretados por John Travolta y Robert Hegyes, basaron gran parte de su estilo cómico en los hermanos, y el propio Kaplan hacía imitaciones frecuentes de Groucho. Kaplan protagonizó posteriormente una obra de teatro sobre Groucho, que a su vez se convirtió en una película para televisión.
Fue también en esta época cuando Woody Allen, un gran admirador de los Marx, comenzó a hacer referencias a ellos en sus películas, algo que ha continuado haciendo a lo largo de su carrera. En Take the Money and Run (1969), los personajes usan gafas de Groucho durante una entrevista. Annie Hall (1977) comienza con un monólogo de Allen en el que cuenta un chiste de Groucho, y en Manhattan (1979), menciona a Groucho entre las razones para vivir de su personaje. Más significativamente, en Hannah y sus hermanas (1986), el personaje de Allen encuentra un nuevo propósito en la vida después de ver una reposición de Sopa de ganso.
Los músicos de la época también rindieron homenaje al equipo cómico. La banda Queen puso a dos de sus álbumes los títulos de dos películas de los hermanos Marx: A Night at the Opera (1975) y A Day at the Races (1976), en un claro reconocimiento a su admiración hacia ellos. La banda punk inglesa The Damned tituló su sencillo de 1980 «There Ain't No Sanity Clause», en referencia a una frase de Chico en Una noche en la ópera. La banda Sparks se llamó originalmente «The Sparks Brothers» en homenaje a los hermanos Marx, algo que reconocieron en el documental The Sparks Brothers (2021), dirigido por Edgar Wright. La canción de 1967 «Le Gaz», del cantante belga Jacques Brel se inspiró en la famosa escena del camarote de Una noche en la ópera.
La importancia cultural de los hermanos se extendió a las portadas de los álbumes musicales. Groucho apareció en la portada de Greatest Hits (1974) de Alice Cooper, y Harpo en la portada del álbum de The Kinks Everybody's in Show-Biz (1972).
El segundo acto del musical de Broadway A Day in Hollywood / A Night in the Ukraine (1980) fue una adaptación al estilo de los hermanos Marx de la obra de Antón Chéjov El oso (1888). La producción original de Broadway ganó dos premios Tony y tuvo 588 funciones.
Algunas marcas comerciales también se inspiraron en los hermanos Marx. En 1974, la marca de pepinillos Vlasic Pickles comenzó a utilizar como mascota el dibujo de una cigüeña que imitaba los gestos de Groucho, sosteniendo un pepinillo como Groucho sostenía su cigarro y hablando con un estilo similar. Esta mascota se sigue utilizando hasta la actualidad.

### Influencia a finales del sigloXXy más allá
Los hermanos Marx siguen siendo un referente para comediantes y cineastas. En Brazil (1985), dirigida por Terry Gilliam, una mujer (interpretada por Kim Greist) está en la bañera viendo Los cuatro cocos cuando su casa es invadida. En Doce monos (1995), también dirigida por Gilliam, los reclusos del manicomio ven Pistoleros de agua dulce en televisión. La película Brain Donors (1992), producida por David y Jerry Zucker, está inspirada en Una noche en la ópera, y protagonizada por John Turturro, Mel Smith y Bob Nelson interpretando papeles basados en los de Groucho, Chico y Harpo.
Su influencia también ha llegado a la animación. En la película de Disney Aladdín (1992), Robin Williams rindió homenaje a los hermanos con su interpretación del Genio, y posteriormente citó a Groucho como una gran influencia cómica. Animaniacs y Tiny Toon Adventures, dos series animadas contemporáneas, presentaron segmentos cómicos inspirados en los hermanos Marx.
Los icónicos personajes creados por los hermanos Marx siguen siendo interpretados por otros artistas y representados en otros medios. Estas representaciones han ayudado a mantener la presencia de los hermanos Marx en la cultura popular mucho después del fin de su carrera. Las imágenes de los Marx se utilizan regularmente en una variedad de medios, especialmente cuando los autores desean retratar lo absurdo de lo que están describiendo. En 1990, el programa de televisión satírico británico Spitting Image creó caricaturas de Groucho, Harpo y Chico en forma de títeres. Estos títeres aparecieron más tarde como los cazadores en una producción televisiva de 1994 de Pedro y el lobo narrada por Sting. En la serie de historietas Cerebus the Aardvark de Dave Sim aparecen dos personajes llamados Lord Julius y Duke Leonardi, basados respectivamente en los personajes escénicos de Groucho y Chico.
En las últimas décadas, su legado teatral ha revivido a través de producciones teatrales de su obra y espectáculos inspirados en su estilo cómico. Sus espectáculos de Broadway, The Cocoanuts y Animal Crackers, siguen representándose por compañías de teatro a nivel internacional. En 2016, los historiadores teatrales Noah Diamond y Amanda Sisk presentaron una versión reconstruida de I'll Say She Is fuera de Broadway. Esta producción representó la culminación de años de investigación para recuperar y restaurar ese musical, que nunca se había filmado y del cual no se había conservado ningún guion completo. The New York Times describió la nueva versión como «encantadora», al tiempo que destacó los desafíos inherentes a recrear el distintivo estilo interpretativo de los Marx.
El comediante Frank Ferrante se ha forjado una carrera interpretando al personaje de Groucho, protagonizando producciones de The Cocoanuts y Animal Crackers. Desde 1985 ha realizado giras con el espectáculo en solitario titulado An Evening with Groucho, emitido por PBS en 2022.
El programa de radio Flywheel, Shyster, and Flywheel, originalmente protagonizado por Groucho y Chico, también ha sido adaptado en múltiples ocasiones. Los guiones y grabaciones del programa se consideraron perdidos hasta que se encontraron copias en la Biblioteca del Congreso de Estados Unidos en la década de 1980. Tras su publicación en forma de libro, fueron interpretados por imitadores de los hermanos Marx en BBC Radio 4. En 2010, un musical satírico titulado The Most Ridiculous Thing You Ever Hoid, basado en el mismo programa de radio, se estrenó en el Festival de Teatro Musical de Nueva York y recibió excelentes críticas.

## Premios y reconocimientos

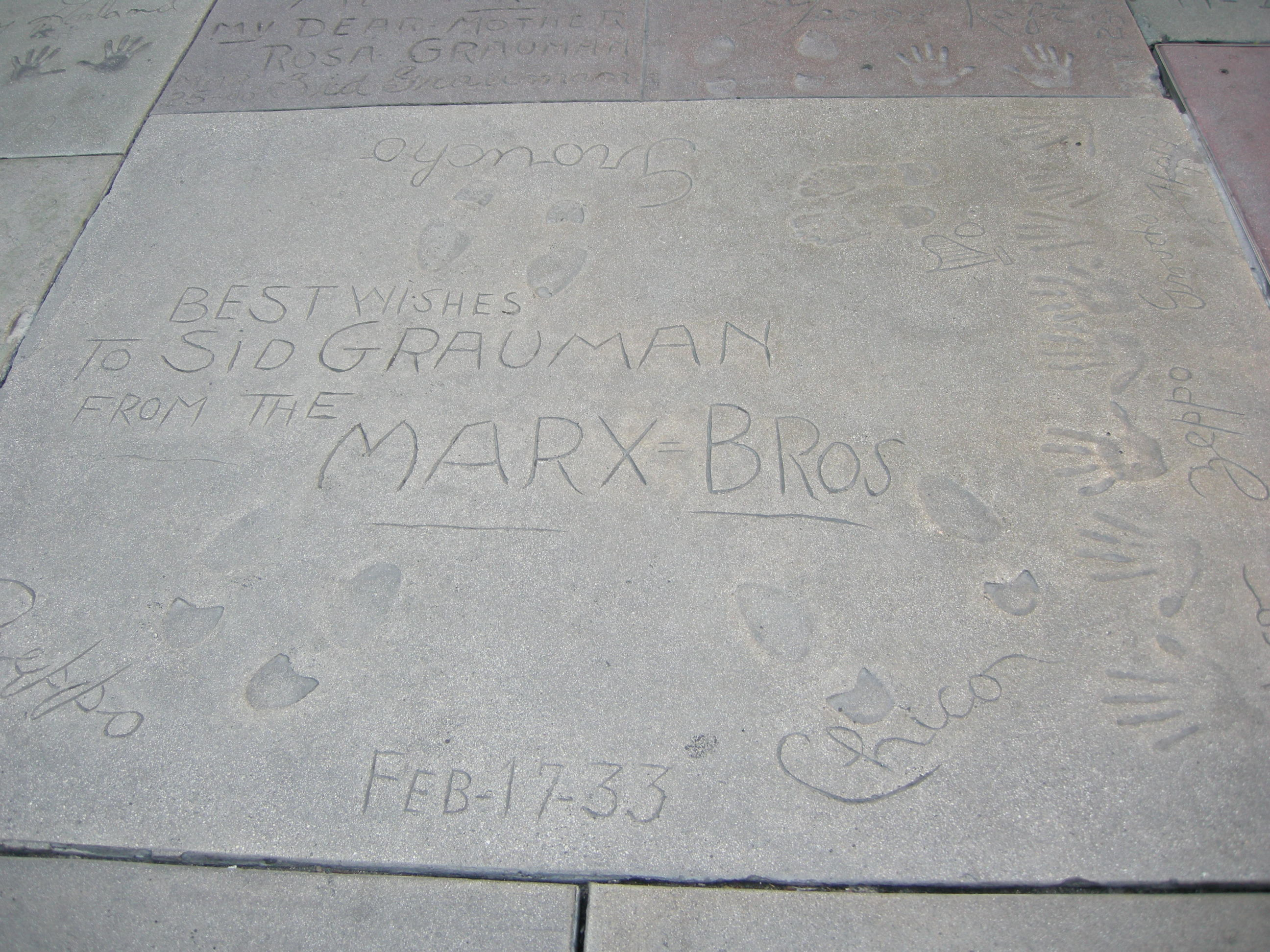
Las huellas de Chico, Groucho, Harpo y Zeppo grabadas en cemento en el exterior del Grauman's Chinese Theatre.

Los hermanos Marx recibieron reconocimiento a lo largo de sus carreras y póstumamente, reconociendo sus importantes contribuciones al cine y la comedia.
En febrero de 1933, Chico, Groucho, Harpo y Zeppo Marx fueron invitados a grabar sus huellas y firmas en cemento en la entrada del Grauman's Chinese Theatre, en Hollywood. Este honor, generalmente reservado para las figuras más importantes de la industria cinematográfica, reconoció su rápido ascenso a la fama en el cine tras su exitosa transición desde Broadway.
En la 46.ª edición de los premios Óscar, en 1974, Jack Lemmon entregó a Groucho un Óscar honorífico en reconocimiento a la carrera de los hermanos Marx y su contribución al cine de comedia. Groucho, con 83 años y en una de sus últimas apariciones públicas, subió al escenario en medio de una gran ovación. En su discurso de agradecimiento recordó a sus hermanos ya fallecidos: «Me gustaría que Harpo y Chico pudieran estar aquí para compartir conmigo este gran honor». Zeppo aún estaba vivo en aquel momento y se encontraba entre el público. Groucho también recordó a Margaret Dumont, describiéndola como una gran compañera de escena que nunca entendió ninguno de sus chistes.
El 16 de enero de 1977, los hermanos Marx fueron incluidos en el Salón de la Fama del Cine.
En 1999, el American Film Institute incluyó a los hermanos Marx en su lista de las 25 leyendas masculinas del cine estadounidense, colocándolos conjuntamente en el puesto número 20 de la lista de las 25 leyendas masculinas más importantes del cine clásico de Hollywood. Esta distinción es particularmente notable, ya que son el único grupo que figura en esta lista, que normalmente solo reconoce a artistas individuales.
La Biblioteca del Congreso de Estados Unidos ha incluido dos películas de los hermanos Marx en el National Film Registry por su importancia «cultural, histórica o estética». Sopa de ganso fue seleccionada en 1990, y Una noche en la ópera en 1993.

## Filmografía

### Películas de los cuatro hermanos Marx
- Humor Risk (1921)[nota 8]
- Los cuatro cocos (1929)
- El conflicto de los Marx (1930)
- Pistoleros de agua dulce (1931)
- Plumas de caballo (1932)
- Sopa de ganso (1933)

### Películas de los tres hermanos Marx (sin Zeppo)
- Una noche en la ópera (1935)
- Un día en las carreras (1937)
- El hotel de los líos (1938)
- Una tarde en el circo (1939)
- Los hermanos Marx en el Oeste (1940)
- Tienda de locos (1941)
- Una noche en Casablanca (1946)
- Amor en conserva (1949)
- La historia de la humanidad (1957)[nota 9]

### Filmografías en solitario
Groucho
- Copacabana (1947)
- Double Dynamite (1951)
- A Girl in Every Port (1952)
- Will Success Spoil Rock Hunter? (1957)
- The Mikado (1960), episodio de la serie radiofónica The Bell Telephone Hour
- Skidoo (1968)

Harpo
- Too Many Kisses (1925)
- Stage Door Canteen (1943)

Chico
- Papa Romani (1950), episodio de la serie The Silver Theatre

Zeppo
- A Kiss in the Dark (1925)

### Personajes
| Año  | Película                      | Director                     | Productora          | Personajes                     | Personajes             | Personajes       | Personajes          |
| Año  | Película                      | Director                     | Productora          | Groucho                        | Chico                  | Harpo            | Zeppo               |
| ---- | ----------------------------- | ---------------------------- | ------------------- | ------------------------------ | ---------------------- | ---------------- | ------------------- |
| 1921 | Humor Risk                    | Dick Smith                   | Caravel Comedies    | El villano                     | El italiano            | Detective Watson | El amante           |
| 1929 | Los cuatro cocos              | Robert Florey Joseph Santley | Paramount Pictures  | Sr. Hammer                     | Chico                  | Harpo            | Jamison             |
| 1930 | El conflicto de los Marx      | Victor Heerman               | Paramount Pictures  | Capitán Geoffrey T. Spaulding  | Signor Emanuel Ravelli | El profesor      | Horatio Jamison     |
| 1931 | Pistoleros de agua dulce      | Norman Z. McLeod             | Paramount Pictures  | Groucho                        | Chico                  | Harpo            | Zeppo               |
| 1932 | Plumas de caballo             | Norman Z. McLeod             | Paramount Pictures  | Profesor Quincy Adams Wagstaff | Baravelli              | Pinky            | Frank Wagstaff      |
| 1933 | Sopa de ganso                 | Leo McCarey                  | Paramount Pictures  | Rufus T. Firefly               | Chicolini              | Pinky            | Teniente Bob Roland |
| 1935 | Una noche en la ópera         | Sam Wood                     | Metro-Goldwyn-Mayer | Otis B. Driftwood              | Fiorello               | Tomasso          |                     |
| 1937 | Un día en las carreras        | Sam Wood                     | Metro-Goldwyn-Mayer | Dr. Hugo Z. Hackenbush         | Tony                   | Stuffy           |                     |
| 1938 | El hotel de los líos          | William A. Seiter            | RKO Pictures        | Gordon Miller                  | Harry Binelli          | Faker Englund    |                     |
| 1939 | Una tarde en el circo         | Edward Buzzell               | Metro-Goldwyn-Mayer | J. Cheever Loophole            | Antonio Pirelli        | Punchy           |                     |
| 1940 | Los hermanos Marx en el Oeste | Edward Buzzell               | Metro-Goldwyn-Mayer | S. Quentin Quale               | Joe Panello            | Rusty Panello    |                     |
| 1941 | Tienda de locos               | Charles Reisner              | Metro-Goldwyn-Mayer | Wolf J. Flywheel               | Ravelli                | Wacky            |                     |
| 1946 | Una noche en Casablanca       | Archie Mayo                  | United Artists      | Ronald Kornblow                | Corbaccio              | Rusty            |                     |
| 1949 | Amor en conserva              | David Miller                 | United Artists      | Detective Sam Grunion          | Faustino el Grande     | Harpo            |                     |
| 1957 | La historia de la humanidad   | Irwin Allen                  | Warner Bros.        | Peter Minuit                   | Monje                  | Sir Isaac Newton |                     |